# Eleccions al Parlament de Catalunya de 2012
Les eleccions al Parlament de Catalunya corresponents a la X legislatura de l'actual període democràtic es van celebrar el 25 de novembre de l'any 2012, tal com va anunciar el president Artur Mas el 25 de setembre de 2012 durant el discurs que va obrir el debat de política general al Parlament de Catalunya.
Un total de 5.413.510 electors, 155.923 dels quals residents a l'estranger, estaven cridats a les urnes. Per circumscripcions la de Barcelona amb 4.041.611 electors (119.970 a l'estranger) era la que en tenia més, seguida per Tarragona amb 556.679 (11.585), Girona amb 502.061 (11.743) i finalment Lleida amb 313.159 (12.625).

## Prèvia

### Context polític i social
Les eleccions venien precedides de la manifestació "Catalunya, nou estat d'Europa" celebrada l'11 de setembre de 2012, amb una assistència d'entre 1,5 i 2 milions de persones, on es reclamà la independència de Catalunya en el que fou la manifestació més multitudinària de la història de Catalunya. La setmana següent, en una reunió entre el President de la Generalitat, Artur Mas i el President del Govern d'Espanya, Mariano Rajoy s'evidencià una gran desavinença entre ambdós líders. Rajoy reiterà a Mas la negativa a discutir la seva proposta de pacte fiscal per a Catalunya, trencant les negociacions entre ambdós governs. En una roda de premsa posterior a la reunió, Mas reiterà la seva decisió de fer un important anunci el dia 25 de setembre, coincidint amb el debat de política general al Parlament de Catalunya.
El trencament entre Mas i Rajoy suposà també trencar els suports parlamentaris que Convergència i Unió havia obtingut del Partit Popular Català durant la legislatura, deixant el govern en minoria i amb la impossibilitat d'aprovar els pressupostos.
El 27 de setembre durant el debat de política general al Parlament de Catalunya s'aprovà una resolució que instava al govern resultant de les eleccions a convocar un consulta sobre la independència de Catalunya de forma preferent abans de 2016. Mas expressà en el seu discurs de la sessió inaugural del debat de política general el seu convenciment que el parlament que sortiria de les eleccions tindria la missió de permetre l'exercici del dret d'autodeterminació de Catalunya.
La convocatòria d'eleccions suposà tancar la novena legislatura de la Catalunya autonòmica al cap de menys de dos anys d'iniciar-se, esdevenint la més breu des de la reinstauració de la democràcia.
El 16 de novembre el diari El Mundo publicà un presumpte informe de la Unitat de Delinqüència Econòmica i Fiscal de la Policia Nacional, sense autoria concreta, que interferí en la campanya electoral. Segons el document, part de les suposades comissions irregulars d'empreses a Convergència Democràtica de Catalunya relacionades amb el cas Millet es destinaren a comptes de la família de Jordi Pujol a Suïssa i d'Artur Mas a Liechtenstein.

### Calendari

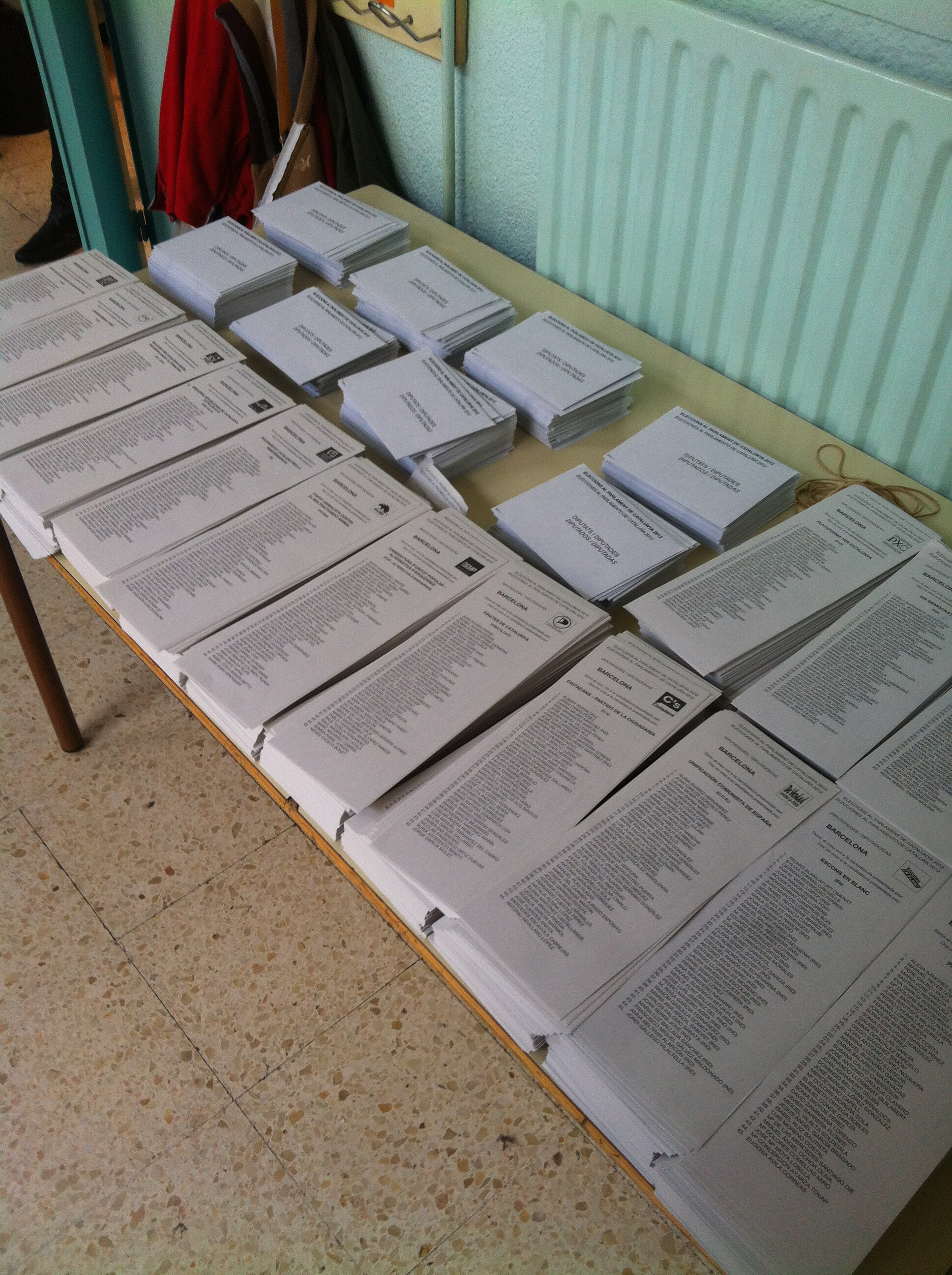
Paperetes en un col·legi electoral.

- 25 de setembre: convocatòria d'eleccions[11]
- 1 d'octubre: el president firma el decret de dissolució del Parlament[12]
- 2 d'octubre: el decret apareix publicat al Diari Oficial de la Generalitat de Catalunya (DOGC)[13]
- 9 – 23 novembre: campanya electoral
- 24 de novembre: jornada de reflexió
- 25 de novembre: eleccions[14]

### Enquestes
| Eleccions de 2010 (28/11/2010)                   | 38,43%  | 18,38%   | 12,37%  | 7,37%    | 7,00%   | 3,29% | 3,39% | 2,40% | -     | 0,17% | 7,24%  | -         |   |  |
| Escons                                           | 62      | 28       | 18      | 10       | 10      | 4     | 3     | 0     | -     | -     | -      | -         |   |  |
|                                                  |         |          |         |          |         |       |       |       |       |       |        |           |   |  |
| El Periódico de Catalunya(06/2011)               | 36,7%   | 17,5%    | 13,0%   | 8,3%     | 6,5%    | -     | -     | -     | -     | -     | -      | -         |   |  |
| Projecció d'escons                               | 62 – 63 | 27 – 28  | 19 – 20 | 11 – 12  | 8 – 9   | 0 – 2 | 3     | -     | -     | -     | 0 – 2  | -         |   |  |
| La Vanguardia(01/2012)                           | 38,5%   | 16,9%    | 12,2%   | 10%      | 9,8%    | 2,1%  | 1,5%  | -     | -     | -     | 8,8%   | -         |   |  |
| Projecció d'escons                               | 61 – 62 | 25       | 19      | 13 – 14  | 15      | 0     | 0 – 2 | -     | -     | -     | -      | -         |   |  |
| Centre d'Estudis d'Opinió(02/2012)               | 37%     | 16,5%    | 11,7%   | 8,1%     | 9,6%    | 2,4%  | 4%    | -     | -     | -     | 7,2%   | -         |   |  |
| Projecció d'escons                               | 62 – 63 | 25 – 26  | 18 – 19 | 10 – 11  | 14 – 15 | 0     | 3 – 4 | -     | -     | -     | -      | -         |   |  |
| Centre d'Estudis d'Opinió(05/2012)               | 36,2%   | 16,4%    | 10,5%   | 9,5%     | 9,7%    | 3,5%  | 3,7%  | -     | -     | -     | 6,6%   | -         |   |  |
| Projecció d'escons                               | 60      | 24 – 25  | 15 – 16 | 12 – 13  | 15 – 16 | 0 – 4 | 3 – 4 | -     | -     | -     | -      | -         |   |  |
| El Periódico de Catalunya(05/2012)               | 33,9%   | 18,4%    | 10,2%   | 9,7%     | 10,6%   | 2,4%  | 4,5%  | -     | -     | -     | 12,7%  | -         |   |  |
| Projecció d'escons                               | 56 – 57 | 28 – 29  | 13 – 14 | 13       | 17 – 18 | 0     | 5     | -     | -     | -     | -      | -         |   |  |
| La Vanguardia(06/2012)                           | 37,9%   | 17,5%    | 11,8%   | 9,9%     | 9,3%    | 3,3%  | 3,4%  | -     | -     | -     | -      | -         |   |  |
| Projecció d'escons                               | 58 – 60 | 26 – 28  | 16      | 13       | 15      | 1 – 3 | 3     | -     | -     | -     | -      | -         |   |  |
| Ara(07/2012)                                     | 34,5%   | 16,6%    | 11,2%   | 9,7%     | 9,9%    | 3,7%  | 3,5%  | -     | -     | -     | 11%    | -         |   |  |
| Projecció d'escons                               | 55 – 57 | 26 – 28  | 16 – 17 | 11 – 13  | 15 – 16 | 0 – 4 | 0 – 3 | -     | -     | -     | -      | -         |   |  |
| Telecinco(16/09/2012)                            | -       | -        | -       | -        | -       | -     | -     | -     | -     | -     | -      | -         |   |  |
| Projecció d'escons                               | 58 – 60 | 23 – 25  | 15 – 16 | 12 – 13  | 17 – 19 | 4 – 5 | 3 – 4 | -     | -     | -     | -      | -         |   |  |
| La Razón(16/09/2012)                             | 38%     | 15,8%    | 13,5%   | 8,9%     | 9,8%    | -     | 3,8%  | 3,4%  | -     | -     | -      | -         |   |  |
| Projecció d'escons                               | 58 – 62 | 22 – 25  | 20      | 11       | 15      | 0     | 3 – 4 | 3     | -     | -     | -      | -         |   |  |
| La Vanguardia(30/09/2012)                        | 43,0%   | 15,7%    | 11,8%   | 9,6%     | 10,1%   | 3,3%  | 3,6%  | -     | -     | -     | -      | -         |   |  |
| Projecció d'escons                               | 66 – 67 | 21       | 15 – 16 | 12       | 13      | 3     | 4     | -     | -     | -     | -      | -         |   |  |
| Enquesta                                         | CiU     | PSC-PSOE | PPC     | ICV-EUiA | ERC     | SI    | C's   | PxC   | CUP   | UPyD  | Altres | Indecisos |   |  |
|                                                  |         |          |         |          |         |       |       |       |       |       |        |           |   |  |
| La Razón(30/09/2012)                             | 36,7%   | 17,1%    | 13,7%   | 9,1%     | 9,3%    | -     | 3,6%  | 3,3%  | -     | -     | -      | -         |   |  |
| Projecció d'escons                               | 58 – 59 | 24 – 25  | 20      | 12       | 14      | 0     | 3     | 3     | -     | -     | -      | -         |   |  |
| El Mundo(30/09/2012)                             | 39,2%   | 16,9%    | 12,8%   | 8,5%     | 8,2%    | 3%    | 3,3%  | -     | -     | -     | -      | -         |   |  |
| Projecció d'escons                               | 64 – 65 | 24 – 25  | 18 – 20 | 11       | 12      | 0 – 2 | 3     | -     | -     | -     | -      | -         |   |  |
| El Periódico de Catalunya(01/10/2012)            | 41%     | 14,5%    | 9,9%    | 7,7%     | 11,3%   | 4,5%  | 5%    | -     | -     | -     | 6,1%   | -         |   |  |
| Projecció d'escons                               | 64 – 65 | 20 – 21  | 12 – 13 | 10       | 17 – 18 | 5 – 6 | 5     | -     | -     | -     | -      | -         |   |  |
| Centre d'Estudis d'Opinió(10/2012)               | 26,3%   | 3,1%     | 2,8%    | 3,4%     | 5,9%    | 1,3%  | 1,4%  | -     | -     | -     | -      | 34,6%     |   |  |
| Projecció d'escons                               | -       | -        | -       | -        | -       | -     | -     | -     | -     | -     | -      | -         |   |  |
| La Vanguardia(14/10/2012)                        | 43,2%   | 15,2%    | 12%     | 8,6%     | 9,3%    | 2,6%  | 3,1%  | -     | -     | -     | -      | -         |   |  |
| Projecció d'escons                               | 68 – 69 | 20 – 21  | 17 - 18 | 10 - 11  | 13      | 0 – 2 | 3     | 0 - 2 | -     | -     | -      | -         |   |  |
| RAC 1(23/10/2012)                                | 40,74%  | 15,02%   | 12,20%  | 9,84%    | 9,69%   | 2,20% | 4,21% | 1,89% | 1,05% | -     | 1,62%  | -         | - |  |
| Projecció d'escons                               | 67      | 21       | 17      | 12       | 14      | 0     | 4     | 0     | 0     | -     | -      | -         |   |  |
| El Periódico de Catalunya(25/10/2012)            | 39,1%   | 14,0%    | 11,5%   | 9,4%     | 10,2%   | 2,5%  | 5,0%  | -     | 2,4%  | -     | 5,7%   | -         |   |  |
| Projecció d'escons                               | 64 – 65 | 20 – 21  | 15 – 16 | 13 – 14  | 15 – 16 | 0     | 5 – 6 | -     | 0     | -     | -      | -         |   |  |
| La Vanguardia(28/10/2012)                        | 41%     | 13,4%    | 11,4%   | 10,1%    | 10,6%   | 1,8%  | 5,0%  | 2%    | 1,4%  | -     | -      | -         |   |  |
| Projecció d'escons                               | 65 – 66 | 18       | 17      | 12 – 13  | 16      | 0     | 6     | 0     | 0     | -     | -      | -         |   |  |
| Ara(2/11/2012)                                   | 39%     | 13,3%    | 12,9%   | 8%       | 11,2%   | 1,8%  | 5%    | -     | 1,5%  | -     | -      | -         |   |  |
| Projecció d'escons                               | 64 – 66 | 19 – 21  | 19 – 20 | 9 – 12   | 16 – 18 | 0     | 5 – 6 | 0     | 0     | -     | -      | -         |   |  |
| El Periódico de Catalunya/Telecinco(4/11/2012)   | -       | -        | -       | -        | -       | -     | -     | -     | -     | -     | -      | -         |   |  |
| Projecció d'escons                               | 63 – 65 | 18 – 20  | 17 – 18 | 11 – 12  | 17 – 18 | 0     | 5 – 7 | 0     | 0 – 1 | -     | -      | -         |   |  |
| Enquesta                                         | CiU     | PSC-PSOE | PPC     | ICV-EUiA | ERC     | SI    | C's   | PxC   | CUP   | UPyD  | Altres | Indecisos |   |  |
|                                                  |         |          |         |          |         |       |       |       |       |       |        |           |   |  |
| RAC 1(05/11/2012)                                | 39,72%  | 13,10%   | 12,65%  | 10,65%   | 10,11%  | 2,14% | 5,35% | 1,73% | 1,86% | -     | 0,56%  | -         |   |  |
| Projecció d'escons                               | 64 – 65 | 18       | 17 – 19 | 14       | 14 – 15 | 0     | 6 – 7 | 0     | 0     | -     | -      | -         |   |  |
| Centre d'Estudis d'Opinió(8/11/2012)             | 43,4%   | 12%      | 12,5%   | 8%       | 9,5%    | 2,0%  | 5,1%  | -     | 2,8%  | -     | 3,1%   | 29,5%     |   |  |
| Projecció d'escons                               | 69 – 71 | 15       | 18 – 19 | 10       | 14      | 0     | 6     | -     | 0 – 3 | -     | -      | -         |   |  |
| Centre d'Investigacions Sociològiques(8/11/2012) | 36,8%   | 12,9%    | 11%     | 8,1%     | 11,1%   | 2,1%  | 6,0%  | 0,5%  | 1,6%  | 0,7%  | 1,9%   | 13,6%     |   |  |
| Projecció d'escons                               | 63 – 64 | 19       | 16 – 17 | 11       | 17      | 1     | 7     | 0     | 0     | 0     | -      | -         |   |  |
| La Vanguardia(10/11/2012)                        | 40%     | 12%      | 12,3%   | 10,3%    | 10,9%   | 1,7%  | 7%    | 1,4%  | 2,1%  | -     | -      | 16%       |   |  |
| Projecció d'escons                               | 64 – 66 | 16 – 18  | 17 – 18 | 12 – 13  | 15 – 17 | 0     | 7 – 8 | 0     | 0     | 0     | -      | -         |   |  |
| El Periódico de Catalunya(18/11/2012)            | 38%     | 12%      | 11,6%   | 9,8%     | 12,8%   |       |       |       |       |       |        |           |   |  |
| Projecció d'escons                               | 62 – 64 | 15 – 17  | 15 – 17 | 13 – 14  | 19 – 20 | 0 – 1 | 6 – 7 | -     | 0 – 1 | -     | -      | -         |   |  |
| La Vanguardia(18/11/2012)                        |         | 13,4%    |         | 11,2%    | 10,2%   |       |       |       |       |       |        |           |   |  |
| Projecció d'escons                               | 62 – 64 | 17 – 19  | 16 – 18 | 13 – 16  | 14 – 15 | 0     | 7 – 8 | -     | 0 – 2 | -     | -      | -         |   |  |
| El País(18/11/2012)                              | 37,3%   | 12,3%    | 13,2%   | 7,9%     | 12,2%   | -     | 5,7%  | -     | 3,0%  | -     | -      | -         |   |  |
| Projecció d'escons                               | 62      | 18       | 19      | 10       | 18      | 0     | 6     | -     | 2     | -     | -      | -         |   |  |
| ABC(18/11/2012)                                  |         |          |         |          |         |       |       |       |       |       |        |           |   |  |
| Projecció d'escons                               | 60 – 62 | 17       | 18      | 9 – 10   | 18      | 0     | 6     | -     | 4 – 7 | -     | -      | -         |   |  |
| El Mundo(18/11/2012)                             | 36,6%   |          |         |          |         |       |       |       |       |       |        |           |   |  |
| Projecció d'escons                               | 60 – 63 | 21 – 23  | 20 – 21 | 10 – 12  | 14      | 0 – 2 | 5     | -     | 0     | -     | -      | -         |   |  |
| Cadena SER(19/11/2012)                           | 36,8%   | 10,6%    | 10,9%   | 9,2%     | 11,4%   | 2,9%  | 6,5%  |       | 2,6%  |       |        |           |   |  |
| Projecció d'escons                               | 62 – 65 | 16 – 17  | 16 – 17 | 12 – 13  | 16 – 17 | 0     | 8     | -     | 2     | -     | 0      | -         |   |  |

1. 1 2 3  Les intencions de vot d'aquestes enquestes del Centre d'Estudis d'Opinió de la Generalitat reflecteixen la intenció directa de vot.

## Candidatures i programes
Segons la reforma de 2011 de la Llei Orgànica del Règim Electoral General, els partits extraparlamentaris han hagut d'aconseguir prèviament l'aval del 0,1% dels votants de cada circumscripció per poder presentar candidatures.
S'han admès 64 candidatures. En total el 30 d'octubre es van proclamar 62 opcions polítiques, 16 per les circumscripcions de Barcelona, Lleida i Tarragona i 14 per la de Girona, en no ser-hi acceptades les candidatures de FARTS.cat i UPyD. Però finalment el seu recurs va ser acceptat per la Junta Electoral Provincial i van ser admeses.
Les taules següents mostren les candidatures presentades a cada circumscripció amb els seus caps de llista, el programa electoral i els lemes de campanya i precampanya.
| Candidatures al Parlament durant la IX legislatura                     | Candidatures al Parlament durant la IX legislatura | Candidatures al Parlament durant la IX legislatura | Candidatures al Parlament durant la IX legislatura | Candidatures al Parlament durant la IX legislatura | Candidatures al Parlament durant la IX legislatura            | Candidatures al Parlament durant la IX legislatura                                                                |
| Candidatura                                                            | Caps de llista                                     | Caps de llista                                     | Caps de llista                                     | Caps de llista                                     | Programa                                                      | Lema |
| Candidatura                                                            | Barcelona                                          | Tarragona                                          | Girona                                             | Lleida                                             | Programa                                                      | Lema |
| ---------------------------------------------------------------------- | -------------------------------------------------- | -------------------------------------------------- | -------------------------------------------------- | -------------------------------------------------- | ------------------------------------------------------------- | --- |
| CiU Convergència i Unió                                                | Artur Mas                                          | Albert Batet                                       | Santi Vila                                         | Albert Batalla                                     | «Catalunya 2020»                                              | «La voluntat d'un poble»                                                                                          |
| PSC-PSOE Partit dels Socialistes de Catalunya                          | Pere Navarro                                       | Xavier Sabaté                                      | Juli Fernández                                     | Àngel Ros                                          | «L'alternativa sensata»                                       | «Federalisme» «L'alternativa sensata» (precampanya)                                                               |
| PPC Partit Popular de Catalunya                                        | Alicia Sánchez-Camacho                             | Rafael Luna                                        | Josep Enric Millo                                  | Dolors López                                       | «Catalunya sí, España también»                                | «Catalunya sí, España también» «Junts sumem» (precampanya)                                                        |
| ICV-EUiA Iniciativa per Catalunya Verds - Esquerra Unida i Alternativa | Joan Herrera                                       | Hortènsia Grau                                     | Marc Vidal                                         | Sara Vilà                                          | «...i tant si podem! Dret a decidir sí. Drets socials també!» | «...i tant si podem! Dret a decidir sí. Drets socials també!» «Catalonia is not CiU» (precampanya)                |
| ERC-CAT SÍ Esquerra Republicana de Catalunya – Catalunya Sí            | Oriol Junqueras                                    | Josep Andreu                                       | Roger Torrent                                      | Josep Cosconera                                    | «L'esquerra d'un nou país»                                    | «Un nou país per a tothom. Vota independència» «L'esquerra d'un nou país. Guanyem la independència» (precampanya) |
| SI Solidaritat Catalana per la Independència                           | Alfons López Tena                                  | Albert Pereira                                     | Antoni Strubell                                    | Santi Costa                                        | «Independència 2014»                                          | «Som garantia d'independència»                                                                                    |
| C's Ciutadans-Partido de la Ciutadania                                 | Albert Rivera                                      | Matías Alonso                                      | Juan Maria Castel                                  | Angeles Ribes                                      | «Un proyecto para todos»                                      | «Mejor unidos» |

| Candidatures sense representació durant la IX legislatura                          | Candidatures sense representació durant la IX legislatura | Candidatures sense representació durant la IX legislatura | Candidatures sense representació durant la IX legislatura | Candidatures sense representació durant la IX legislatura | Candidatures sense representació durant la IX legislatura | Candidatures sense representació durant la IX legislatura                |
| Candidatura                                                                        | Caps de llista                                            | Caps de llista                                            | Caps de llista                                            | Caps de llista                                            | Programa                                                  | Lema                                                                     |
| Candidatura                                                                        | Barcelona                                                 | Tarragona                                                 | Girona                                                    | Lleida                                                    | Programa                                                  | Lema                                                                     |
| ---------------------------------------------------------------------------------- | --------------------------------------------------------- | --------------------------------------------------------- | --------------------------------------------------------- | --------------------------------------------------------- | --------------------------------------------------------- | ------------------------------------------------------------------------ |
| CUP-Alternativa d'Esquerres Candidatura d'Unitat Popular - Alternativa d'Esquerres | David Fernàndez                                           | Jordi Martí                                               | Lluc Salellas                                             | Antonieta Jarne                                           | «Programa polític de la CUP»                              | «És l'hora del poble» «Ho volem tot» (precampanya)                       |
| EB Escons en Blanc                                                                 | Ricard Blancafort                                         | Luis Fernando Turrens                                     | Laura Oriol                                               | Manel Bosch                                               | «Programa Electoral d'Escons en Blanc»                    | «Suma't a la revolució de les cadires buides»                            |
| FARTS.CAT Hartos.org i Ciutadans en Blanc                                          | Julià Fabián                                              | Pau Muñoz                                                 | Xavier Andrés Reñaga                                      | Lluís Serrano                                             | «Programa Electoral d'Farts.cat»                          |                                                                          |
| PACMA Partit Animalista Contra el Maltractament Animal                             | Antoni Valle                                              | Laia Jorge                                                | Déborah Parris                                            | Cristina de Dios                                          |                                                           | .                                                                        |
| PIRATA.CAT Pirates de Catalunya                                                    | Juan Rovira                                               | Ester Galimany                                            | Carlos Fernando Salgado                                   | Carlos González                                           | «Dret a decidir-ho tot»                                   | «Dret a decidir. A decidir-ho tot.» «La democràcia necessita un rescat.» |
| PRE-IR Partit Republicà d'Esquerra-Izquierda Republicana                           | No es presenta                                            | No es presenta                                            | Enric Cardona                                             | Ramiro Manuel Gil                                         |                                                           | «Vota PRE-IR, i res continuarà igual!»                                   |
| PxC Plataforma per Catalunya                                                       | Josep Anglada                                             | Joan Carles Fuentes                                       | Ignasi Mulleras                                           | Eduard Pallerola                                          |                                                           | «Primer els de casa»                                                     |
| SiR Socialistes i Republicans (pel dret a decidir)                                 | No es presenta                                            | Eduard Arias                                              | No es presenta                                            | No es presenta                                            |                                                           |                                                                          |
| UCE Unificación Comunista de España                                                | Nuria Suárez                                              | Juana Diaz                                                | Natalia Vila                                              | Natalia Vara                                              |                                                           |                                                                          |
| UPyD Unión Progreso y Democracia                                                   | Ramón María de Veciana                                    | Manuel Alba                                               | María Brosed                                              | Edgar Jubillar                                            |                                                           | «Contra la independencia»                                                |
| VD Vía Democrática                                                                 | Pablo Barranco                                            | No es presenta                                            | No es presenta                                            | No es presenta                                            |                                                           |                                                                          |

## Cens
El cens electoral per a aquestes eleccions fou de 5.413.769 persones, de les quals 156.517 eren residents a l'estranger.
El dispositiu electoral va estar format per 2.718 col·legis i 8.130 meses electorals, amb 24.390 membres titulars de les meses electorals i 48.780 membres suplents, així com 4.834 representants de l'Administració. En aquest sentit, la vicepresidenta del Govern, Joana Ortega, ha destacat «l'esforç de les persones implicades en aquest procés, que faran possible que les eleccions es desenvolupin perfectament i d'una manera cívica».

## Seguiment

### Recollida i difusió de dades
Pel que fa a la recollida de dades, es van fer servir PDA per a la recollida de dades a tots els municipis de més de 7.000 electors. Això, segons la vicepresidenta del Govern, va suposar que 6.032 meses electorals van fer servir aquest sistema, «que aportà més agilitat i fiabilitat en la transmissió de les dades».

### Escrutini
La Generalitat va posar en marxa un nou canal d'informació que va permetre a la ciutadania seguir en temps real les dades de participació i els resultats de les eleccions al Parlament de Catalunya del 25 de novembre per mitjà de telèfons intel·ligents.
L'aplicació es va poder descarregar des de Google Play per a dispositius mòbils amb Android, i des de l'App Store per iOS (iPhone). Aquest servei va permetre consultar els resultats de l'escrutini a Catalunya, per circumscripció electoral (Barcelona, Girona, Lleida, Tarragona) i per municipi. Fou impulsat pel Centre de Telecomunicacions i Tecnologies de la Informació (CTTI) de la Generalitat.
Aquesta és la primera vegada a l'estat espanyol que una administració va obrir canal d'informació sobre resultats electorals basat en una aplicació per a telèfons mòbils. El seguiment de la participació i de l'escrutini també va poder fer en directe a través del web www.parlament2012.cat.

### Cobertura de premsa
Cal destacar que, per seguir el desenvolupament de les eleccions al Parlament de Catalunya des del Centre de Difusió de Dades, es van registrar més de 70 mitjans de comunicació acreditats, dels quals 40 eren estrangers.
En el Centre de Difusió de Dades, el Govern de la Generalitat va posar a la disposició dels mitjans de comunicació acreditats l'espai i les infraestructures que necessiten per a la seva tasca d'informació.

## Incidències

### Vots per correu
Dies abans de les eleccions, el govern va anunciar que les sol·licituds de vot per correu van incrementar-se un 45% respecte a les eleccions al Parlament de Catalunya de 2010. Tot i això, el Govern també va anunciar que va rebre desenes de queixes de catalans residents a l'estranger que van trobar traves a les ambaixades o consolats espanyols a l'hora de tramitar el vot per correu a les eleccions al Parlament de Catalunya. El Govern es va posar en contacte amb el Ministeri d'Exteriors per mirar de resoldre aquests problemes.

### A la mesa electoral
Durant la tarda diverses persones van anar compartint via les xarxes socials diverses irregularitats associades a sobres del Partit Popular: sobres amb vots ja introduïts i sufragis amb sobres d'altres cites electorals ja passades són dos dels casos denunciats.

## Resultats

### Fitxa
- Escons: 135 (Vegeu la llista completa dels diputats)
- Electors: 5.413.769
- Vots finals: 3.657.450
  - A candidatures: 3.572.319
  - En blanc: 52.899
  - Nuls: 32.232

### Resultats per candidatura
| Total de Catalunya |                                                                          |                                                                          |                                                                          |                                                                          |               |              |            |           |             |
| Cens               | Cens                                                                     | Cens                                                                     | Cens                                                                     | Participació                                                             | Participació  | Participació | Abstenció  | Abstenció | Abstenció   |
| Cens               | Cens                                                                     | Cens                                                                     | Cens                                                                     | Vots                                                                     | Vots          | Percentatge  | Vots       | Vots      | Percentatge |
| 5.413.769          | 5.413.769                                                                | 5.413.769                                                                | 5.413.769                                                                | 3.657.450                                                                | 3.657.450     | 67,56%       | 1.756.319  | 1.756.319 | 32,44%      |
| Vots totals        |                                                                          |                                                                          |                                                                          |                                                                          |               |              |            |           |             |
| Vàlids             | Vàlids                                                                   | Vàlids                                                                   | Vàlids                                                                   | Vàlids                                                                   | Vàlids        | Vàlids       | Nuls       | Nuls      | Nuls        |
| 3.625.218          | 3.625.218                                                                | 3.625.218                                                                | 3.625.218                                                                | 99,12%                                                                   | 99,12%        | 99,12%       | Nuls       | Nuls      | Nuls        |
|                    | Vots a Candidatures                                                      | Vots a Candidatures                                                      | Percentatge                                                              | Vots en blanc                                                            | Vots en blanc | Percentatge  | Nuls       | Nuls      | Nuls        |
|                    | 3.572.319                                                                | 3.572.319                                                                | 97,67%                                                                   | 52.899                                                                   | 52.899        | 1,45%        | 32.232     | 32.232    | 0,88%       |
| Candidatures       |                                                                          |                                                                          |                                                                          |                                                                          |               |              |            |           |             |
| Candidatura        | Candidatura                                                              | Candidatura                                                              | Candidatura                                                              | Candidatura                                                              | Vots          | %            | Diferència | Diputats  | Diferència  |
|                    | Convergència i Unió (CiU)                                                | Convergència i Unió (CiU)                                                | Convergència i Unió (CiU)                                                | Convergència i Unió (CiU)                                                | 1.112.341     | 30,68%       | -7,75%     | 50        | -12         |
|                    | Esquerra Republicana de Catalunya - Catalunya Sí (ERC-CAT SÍ)            | Esquerra Republicana de Catalunya - Catalunya Sí (ERC-CAT SÍ)            | Esquerra Republicana de Catalunya - Catalunya Sí (ERC-CAT SÍ)            | Esquerra Republicana de Catalunya - Catalunya Sí (ERC-CAT SÍ)            | 496.292       | 13,68%       | +6,68%     | 21        | +11         |
|                    | Partit dels Socialistes de Catalunya (PSC-PSOE)                          | Partit dels Socialistes de Catalunya (PSC-PSOE)                          | Partit dels Socialistes de Catalunya (PSC-PSOE)                          | Partit dels Socialistes de Catalunya (PSC-PSOE)                          | 523.333       | 14,43%       | -3,95%     | 20        | -8          |
|                    | Partit Popular de Catalunya (PPC)                                        | Partit Popular de Catalunya (PPC)                                        | Partit Popular de Catalunya (PPC)                                        | Partit Popular de Catalunya (PPC)                                        | 471.197       | 12,99%       | +0,62%     | 19        | +1          |
|                    | Iniciativa per Catalunya Verds - Esquerra Unida i Alternativa (ICV-EUiA) | Iniciativa per Catalunya Verds - Esquerra Unida i Alternativa (ICV-EUiA) | Iniciativa per Catalunya Verds - Esquerra Unida i Alternativa (ICV-EUiA) | Iniciativa per Catalunya Verds - Esquerra Unida i Alternativa (ICV-EUiA) | 358.857       | 9,89%        | +2,52%     | 13        | +3          |
|                    | Ciutadans-Partido de la Ciudadanía (C's)                                 | Ciutadans-Partido de la Ciudadanía (C's)                                 | Ciutadans-Partido de la Ciudadanía (C's)                                 | Ciutadans-Partido de la Ciudadanía (C's)                                 | 274.925       | 7,58%        | +4,19%     | 9         | +6          |
|                    | Candidatura d'Unitat Popular - Alternativa d'Esquerres (CUP-AE)          | Candidatura d'Unitat Popular - Alternativa d'Esquerres (CUP-AE)          | Candidatura d'Unitat Popular - Alternativa d'Esquerres (CUP-AE)          | Candidatura d'Unitat Popular - Alternativa d'Esquerres (CUP-AE)          | 126.219       | 3,48%        | +3,48%     | 3         | +3          |
|                    | Plataforma per Catalunya (PxC)                                           | Plataforma per Catalunya (PxC)                                           | Plataforma per Catalunya (PxC)                                           | Plataforma per Catalunya (PxC)                                           | 60.142        | 1,66%        | -0,74%     | 0         | =           |
|                    | Solidaritat Catalana per la Independència (SI)                           | Solidaritat Catalana per la Independència (SI)                           | Solidaritat Catalana per la Independència (SI)                           | Solidaritat Catalana per la Independència (SI)                           | 46.608        | 1,29%        | -2%        | 0         | -4          |
|                    | Escons en Blanc (Eb)                                                     | Escons en Blanc (Eb)                                                     | Escons en Blanc (Eb)                                                     | Escons en Blanc (Eb)                                                     | 27.874        | 0,77%        | +0,17%     | 0         | =           |
|                    | Partido Animalista Contra el Maltrato Animal (PACMA)                     | Partido Animalista Contra el Maltrato Animal (PACMA)                     | Partido Animalista Contra el Maltrato Animal (PACMA)                     | Partido Animalista Contra el Maltrato Animal (PACMA)                     | 20.777        | 0,57%        | +0,12%     | 0         | =           |
|                    | Pirates de Catalunya (Pirates.cat)                                       | Pirates de Catalunya (Pirates.cat)                                       | Pirates de Catalunya (Pirates.cat)                                       | Pirates de Catalunya (Pirates.cat)                                       | 17.942        | 0,49%        | +0,28%     | 0         | =           |
|                    | Unió, Progrés i Democràcia (UPyD)                                        | Unió, Progrés i Democràcia (UPyD)                                        | Unió, Progrés i Democràcia (UPyD)                                        | Unió, Progrés i Democràcia (UPyD)                                        | 14.552        | 0,40%        | +0,23%     | 0         | =           |
|                    | Farts.cat                                                                | Farts.cat                                                                | Farts.cat                                                                | Farts.cat                                                                | 11.675        | 0,32%        | +0,32%     | 0         | -           |
|                    | Via Democràtica (VD)                                                     | Via Democràtica (VD)                                                     | Via Democràtica (VD)                                                     | Via Democràtica (VD)                                                     | 5.936         | 0,16%        | +0,16%     | 0         | -           |
|                    | Unificació Comunista d'Espanya (UCE)                                     | Unificació Comunista d'Espanya (UCE)                                     | Unificació Comunista d'Espanya (UCE)                                     | Unificació Comunista d'Espanya (UCE)                                     | 2.502         | 0,07%        | +0,04%     | 0         | =           |
|                    | Partit Republicà d'Esquerra-Izquierda Republicana (PRE-IR)               | Partit Republicà d'Esquerra-Izquierda Republicana (PRE-IR)               | Partit Republicà d'Esquerra-Izquierda Republicana (PRE-IR)               | Partit Republicà d'Esquerra-Izquierda Republicana (PRE-IR)               | 815           | 0,02%        | -0,03%     | 0         | =           |
|                    | Socialistes i Republicans (pel dret a decidir) (SiR)                     | Socialistes i Republicans (pel dret a decidir) (SiR)                     | Socialistes i Republicans (pel dret a decidir) (SiR)                     | Socialistes i Republicans (pel dret a decidir) (SiR)                     | 332           | 0%           | 0%         | 0         | =           |

### Resultats per circumscripció

#### Barcelona
| Circumscripció de Barcelona |                                                                          |                                                                          |                                                                          |                                                                          |               |              |            |           |             |
| Cens                        | Cens                                                                     | Cens                                                                     | Cens                                                                     | Participació                                                             | Participació  | Participació | Abstenció  | Abstenció | Abstenció   |
| Cens                        | Cens                                                                     | Cens                                                                     | Cens                                                                     | Vots                                                                     | Vots          | Percentatge  | Vots       | Vots      | Percentatge |
| 3.921.353                   | 3.921.353                                                                | 3.921.353                                                                | 3.921.353                                                                | 2.741.148                                                                | 2.741.148     | 69,89%       | 1.180.804  | 1.180.804 | 30,11%      |
| Vots totals                 |                                                                          |                                                                          |                                                                          |                                                                          |               |              |            |           |             |
| Vàlids                      | Vàlids                                                                   | Vàlids                                                                   | Vàlids                                                                   | Vàlids                                                                   | Vàlids        | Vàlids       | Nuls       | Nuls      | Nuls        |
| 2.718.548                   | 2.718.548                                                                | 2.718.548                                                                | 2.718.548                                                                | 99,18%                                                                   | 99,18%        | 99,18%       | Nuls       | Nuls      | Nuls        |
|                             | Vots a Candidatures                                                      | Vots a Candidatures                                                      | Percentatge                                                              | Vots en blanc                                                            | Vots en blanc | Percentatge  | Nuls       | Nuls      | Nuls        |
|                             | 2.680.513                                                                | 2.680.513                                                                | 97,79%                                                                   | 38.035                                                                   | 38.035        | 1,39%        | 22.600     | 22.600    | 0,82%       |
| Candidatures                |                                                                          |                                                                          |                                                                          |                                                                          |               |              |            |           |             |
| Candidatura                 | Candidatura                                                              | Candidatura                                                              | Candidatura                                                              | Candidatura                                                              | Vots          | %            | Diferència | Diputats  | Diferència  |
|                             | Convergència i Unió (CiU)                                                | Convergència i Unió (CiU)                                                | Convergència i Unió (CiU)                                                | Convergència i Unió (CiU)                                                | 762.628       | 28,05%       | -8,75%     | 26        | -9          |
|                             | Partit dels Socialistes de Catalunya (PSC-PSOE)                          | Partit dels Socialistes de Catalunya (PSC-PSOE)                          | Partit dels Socialistes de Catalunya (PSC-PSOE)                          | Partit dels Socialistes de Catalunya (PSC-PSOE)                          | 418.847       | 15,40%       | -3,79%     | 14        | -4          |
|                             | Partit Popular de Catalunya (PPC)                                        | Partit Popular de Catalunya (PPC)                                        | Partit Popular de Catalunya (PPC)                                        | Partit Popular de Catalunya (PPC)                                        | 361.581       | 13,30%       | +0,43%     | 12        | =           |
|                             | Esquerra Republicana de Catalunya - Catalunya Sí (ERC-CAT SÍ)            | Esquerra Republicana de Catalunya - Catalunya Sí (ERC-CAT SÍ)            | Esquerra Republicana de Catalunya - Catalunya Sí (ERC-CAT SÍ)            | Esquerra Republicana de Catalunya - Catalunya Sí (ERC-CAT SÍ)            | 345.586       | 12,71%       | +6,35%     | 12        | +6          |
|                             | Iniciativa per Catalunya Verds - Esquerra Unida i Alternativa (ICV-EUiA) | Iniciativa per Catalunya Verds - Esquerra Unida i Alternativa (ICV-EUiA) | Iniciativa per Catalunya Verds - Esquerra Unida i Alternativa (ICV-EUiA) | Iniciativa per Catalunya Verds - Esquerra Unida i Alternativa (ICV-EUiA) | 303.013       | 11,14%       | +2,88%     | 10        | +2          |
|                             | Ciutadans-Partido de la Ciudadanía (C's)                                 | Ciutadans-Partido de la Ciudadanía (C's)                                 | Ciutadans-Partido de la Ciudadanía (C's)                                 | Ciutadans-Partido de la Ciudadanía (C's)                                 | 229.725       | 8,45%        | +4,61%     | 8         | +5          |
|                             | Candidatura d'Unitat Popular - Alternativa d'Esquerres (CUP-AE)          | Candidatura d'Unitat Popular - Alternativa d'Esquerres (CUP-AE)          | Candidatura d'Unitat Popular - Alternativa d'Esquerres (CUP-AE)          | Candidatura d'Unitat Popular - Alternativa d'Esquerres (CUP-AE)          | 92.621        | 3,40%        | +3,40%     | 3         | +3          |

#### Girona
| Circumscripció de Girona |                                                                          |                                                                          |                                                                          |                                                                          |               |              |            |           |             |
| Cens                     | Cens                                                                     | Cens                                                                     | Cens                                                                     | Participació                                                             | Participació  | Participació | Abstenció  | Abstenció | Abstenció   |
| Cens                     | Cens                                                                     | Cens                                                                     | Cens                                                                     | Vots                                                                     | Vots          | Percentatge  | Vots       | Vots      | Percentatge |
| 490.291                  | 490.291                                                                  | 490.291                                                                  | 490.291                                                                  | 346.708                                                                  | 346.708       | 70,71%       | 143.638    | 143.638   | 29,29%      |
| Vots totals              |                                                                          |                                                                          |                                                                          |                                                                          |               |              |            |           |             |
| Vàlids                   | Vàlids                                                                   | Vàlids                                                                   | Vàlids                                                                   | Vàlids                                                                   | Vàlids        | Vàlids       | Nuls       | Nuls      | Nuls        |
| 343.942                  | 343.942                                                                  | 343.942                                                                  | 343.942                                                                  | 99,2                                                                     | 99,2          | 99,2         | Nuls       | Nuls      | Nuls        |
|                          | Vots a Candidatures                                                      | Vots a Candidatures                                                      | Percentatge                                                              | Vots en blanc                                                            | Vots en blanc | Percentatge  | Nuls       | Nuls      | Nuls        |
|                          | 339.627                                                                  | 339.627                                                                  | 97,96%                                                                   | 4.315                                                                    | 4.315         | 1,24%        | 2.766      | 2.766     | 0,80%       |
| Candidatures             |                                                                          |                                                                          |                                                                          |                                                                          |               |              |            |           |             |
| Candidatura              | Candidatura                                                              | Candidatura                                                              | Candidatura                                                              | Candidatura                                                              | Vots          | %            | Diferència | Diputats  | Diferència  |
|                          | Convergència i Unió (CiU)                                                | Convergència i Unió (CiU)                                                | Convergència i Unió (CiU)                                                | Convergència i Unió (CiU)                                                | 147.827       | 42,98%       | 2,12%      | 9         | =           |
|                          | Esquerra Republicana de Catalunya - Catalunya Sí (ERC-CAT SÍ)            | Esquerra Republicana de Catalunya - Catalunya Sí (ERC-CAT SÍ)            | Esquerra Republicana de Catalunya - Catalunya Sí (ERC-CAT SÍ)            | Esquerra Republicana de Catalunya - Catalunya Sí (ERC-CAT SÍ)            | 61.020        | 17,74%       | +8,55%     | 3         | +1          |
|                          | Partit dels Socialistes de Catalunya (PSC-PSOE)                          | Partit dels Socialistes de Catalunya (PSC-PSOE)                          | Partit dels Socialistes de Catalunya (PSC-PSOE)                          | Partit dels Socialistes de Catalunya (PSC-PSOE)                          | 34.567        | 10,05%       | -4,22%     | 2         | -1          |
|                          | Partit Popular de Catalunya (PPC)                                        | Partit Popular de Catalunya (PPC)                                        | Partit Popular de Catalunya (PPC)                                        | Partit Popular de Catalunya (PPC)                                        | 32.912        | 9,56%        | +0,93%     | 2         | +1          |
|                          | Iniciativa per Catalunya Verds - Esquerra Unida i Alternativa (ICV-EUiA) | Iniciativa per Catalunya Verds - Esquerra Unida i Alternativa (ICV-EUiA) | Iniciativa per Catalunya Verds - Esquerra Unida i Alternativa (ICV-EUiA) | Iniciativa per Catalunya Verds - Esquerra Unida i Alternativa (ICV-EUiA) | 20.317        | 5,90%        | +1,08%     | 1         | =           |
|                          | Candidatura d'Unitat Popular - Alternativa d'Esquerres (CUP-AE)          | Candidatura d'Unitat Popular - Alternativa d'Esquerres (CUP-AE)          | Candidatura d'Unitat Popular - Alternativa d'Esquerres (CUP-AE)          | Candidatura d'Unitat Popular - Alternativa d'Esquerres (CUP-AE)          | 14.502        | 4,21%        | +4,21%     | 0         | -           |
|                          | Ciutadans-Partido de la Ciudadanía (C's)                                 | Ciutadans-Partido de la Ciudadanía (C's)                                 | Ciutadans-Partido de la Ciudadanía (C's)                                 | Ciutadans-Partido de la Ciudadanía (C's)                                 | 12.325        | 3,58%        | +1,89%     | 0         | =           |

#### Lleida
| Circumscripció de Lleida |                                                                          |                                                                          |                                                                          |                                                                          |               |              |            |           |             |
| Cens                     | Cens                                                                     | Cens                                                                     | Cens                                                                     | Participació                                                             | Participació  | Participació | Abstenció  | Abstenció | Abstenció   |
| Cens                     | Cens                                                                     | Cens                                                                     | Cens                                                                     | Vots                                                                     | Vots          | Percentatge  | Vots       | Vots      | Percentatge |
| 300.528                  | 300.528                                                                  | 300.528                                                                  | 300.528                                                                  | 208.228                                                                  | 208.228       | 69,28%       | 92.312     | 92.312    | 30,72%      |
| Vots totals              |                                                                          |                                                                          |                                                                          |                                                                          |               |              |            |           |             |
| Vàlids                   | Vàlids                                                                   | Vàlids                                                                   | Vàlids                                                                   | Vàlids                                                                   | Vàlids        | Vàlids       | Nuls       | Nuls      | Nuls        |
| 205.883                  | 205.883                                                                  | 205.883                                                                  | 205.883                                                                  | 98,87%                                                                   | 98,87%        | 98,87%       | Nuls       | Nuls      | Nuls        |
|                          | Vots a Candidatures                                                      | Vots a Candidatures                                                      | Percentatge                                                              | Vots en blanc                                                            | Vots en blanc | Percentatge  | Nuls       | Nuls      | Nuls        |
|                          | 201.728                                                                  | 201.728                                                                  | 96,87%                                                                   | 4.155                                                                    | 4.155         | 2,00%        | 2.345      | 2.345     | 1,13%       |
| Candidatures             |                                                                          |                                                                          |                                                                          |                                                                          |               |              |            |           |             |
| Candidatura              | Candidatura                                                              | Candidatura                                                              | Candidatura                                                              | Candidatura                                                              | Vots          | %            | Diferència | Diputats  | Diferència  |
|                          | Convergència i Unió (CiU)                                                | Convergència i Unió (CiU)                                                | Convergència i Unió (CiU)                                                | Convergència i Unió (CiU)                                                | 88.636        | 43,05%       | -3,88%     | 8         | -1          |
|                          | Esquerra Republicana de Catalunya - Catalunya Sí (ERC-CAT SÍ)            | Esquerra Republicana de Catalunya - Catalunya Sí (ERC-CAT SÍ)            | Esquerra Republicana de Catalunya - Catalunya Sí (ERC-CAT SÍ)            | Esquerra Republicana de Catalunya - Catalunya Sí (ERC-CAT SÍ)            | 35.833        | 17,40%       | +8,25%     | 3         | +2          |
|                          | Partit Popular de Catalunya (PPC)                                        | Partit Popular de Catalunya (PPC)                                        | Partit Popular de Catalunya (PPC)                                        | Partit Popular de Catalunya (PPC)                                        | 23.269        | 11,30%       | +1,08%     | 2         | =           |
|                          | Partit dels Socialistes de Catalunya (PSC-PSOE)                          | Partit dels Socialistes de Catalunya (PSC-PSOE)                          | Partit dels Socialistes de Catalunya (PSC-PSOE)                          | Partit dels Socialistes de Catalunya (PSC-PSOE)                          | 21.466        | 10,42%       | -4,38%     | 1         | -2          |
|                          | Iniciativa per Catalunya Verds - Esquerra Unida i Alternativa (ICV-EUiA) | Iniciativa per Catalunya Verds - Esquerra Unida i Alternativa (ICV-EUiA) | Iniciativa per Catalunya Verds - Esquerra Unida i Alternativa (ICV-EUiA) | Iniciativa per Catalunya Verds - Esquerra Unida i Alternativa (ICV-EUiA) | 11.079        | 5,38%        | +1,38%     | 1         | +1          |
|                          | Ciutadans-Partido de la Ciudadanía (C's)                                 | Ciutadans-Partido de la Ciudadanía (C's)                                 | Ciutadans-Partido de la Ciudadanía (C's)                                 | Ciutadans-Partido de la Ciudadanía (C's)                                 | 6.877         | 3,34%        | +1,85%     | 0         | =           |
|                          | Candidatura d'Unitat Popular - Alternativa d'Esquerres (CUP-AE)          | Candidatura d'Unitat Popular - Alternativa d'Esquerres (CUP-AE)          | Candidatura d'Unitat Popular - Alternativa d'Esquerres (CUP-AE)          | Candidatura d'Unitat Popular - Alternativa d'Esquerres (CUP-AE)          | 6.289         | 3,05%        | +3,05%     | 0         | -           |

#### Tarragona
| Circumscripció de Tarragona |                                                                          |                                                                          |                                                                          |                                                                          |               |              |            |           |             |
| Cens                        | Cens                                                                     | Cens                                                                     | Cens                                                                     | Participació                                                             | Participació  | Participació | Abstenció  | Abstenció | Abstenció   |
| Cens                        | Cens                                                                     | Cens                                                                     | Cens                                                                     | Vots                                                                     | Vots          | Percentatge  | Vots       | Vots      | Percentatge |
| 545.080                     | 545.080                                                                  | 545.080                                                                  | 545.080                                                                  | 361.366                                                                  | 361.366       | 66,29%       | 183.756    | 183.756   | 33,71%      |
| Vots totals                 |                                                                          |                                                                          |                                                                          |                                                                          |               |              |            |           |             |
| Vàlids                      | Vàlids                                                                   | Vàlids                                                                   | Vàlids                                                                   | Vàlids                                                                   | Vàlids        | Vàlids       | Nuls       | Nuls      | Nuls        |
| 356.845                     | 356.845                                                                  | 356.845                                                                  | 356.845                                                                  | 98,75%                                                                   | 98,75%        | 98,75%       | Nuls       | Nuls      | Nuls        |
|                             | Vots a Candidatures                                                      | Vots a Candidatures                                                      | Percentatge                                                              | Vots en blanc                                                            | Vots en blanc | Percentatge  | Nuls       | Nuls      | Nuls        |
|                             | 350.451                                                                  | 350.451                                                                  | 96,98%                                                                   | 6.394                                                                    | 6.394         | 1,77%        | 4.521      | 4.521     | 1,25%       |
| Candidatures                |                                                                          |                                                                          |                                                                          |                                                                          |               |              |            |           |             |
| Candidatura                 | Candidatura                                                              | Candidatura                                                              | Candidatura                                                              | Candidatura                                                              | Vots          | %            | Diferència | Diputats  | Diferència  |
|                             | Convergència i Unió (CiU)                                                | Convergència i Unió (CiU)                                                | Convergència i Unió (CiU)                                                | Convergència i Unió (CiU)                                                | 113.250       | 31,73%       | -7,59%     | 7         | -2          |
|                             | Esquerra Republicana de Catalunya - Catalunya Sí (ERC-CAT SÍ)            | Esquerra Republicana de Catalunya - Catalunya Sí (ERC-CAT SÍ)            | Esquerra Republicana de Catalunya - Catalunya Sí (ERC-CAT SÍ)            | Esquerra Republicana de Catalunya - Catalunya Sí (ERC-CAT SÍ)            | 53.853        | 15,09%       | +6,58%     | 3         | +2          |
|                             | Partit Popular de Catalunya (PPC)                                        | Partit Popular de Catalunya (PPC)                                        | Partit Popular de Catalunya (PPC)                                        | Partit Popular de Catalunya (PPC)                                        | 53.435        | 14,97%       | +1,6%      | 3         | =           |
|                             | Partit dels Socialistes de Catalunya (PSC-PSOE)                          | Partit dels Socialistes de Catalunya (PSC-PSOE)                          | Partit dels Socialistes de Catalunya (PSC-PSOE)                          | Partit dels Socialistes de Catalunya (PSC-PSOE)                          | 48.453        | 13,57%       | -4,66%     | 3         | -1          |
|                             | Ciutadans-Partido de la Ciudadanía (C's)                                 | Ciutadans-Partido de la Ciudadanía (C's)                                 | Ciutadans-Partido de la Ciudadanía (C's)                                 | Ciutadans-Partido de la Ciudadanía (C's)                                 | 25.998        | 7,28%        | +4,55%     | 1         | +1          |
|                             | Iniciativa per Catalunya Verds - Esquerra Unida i Alternativa (ICV-EUiA) | Iniciativa per Catalunya Verds - Esquerra Unida i Alternativa (ICV-EUiA) | Iniciativa per Catalunya Verds - Esquerra Unida i Alternativa (ICV-EUiA) | Iniciativa per Catalunya Verds - Esquerra Unida i Alternativa (ICV-EUiA) | 24.448        | 6,85%        | +1,77%     | 1         | =           |
|                             | Candidatura d'Unitat Popular - Alternativa d'Esquerres (CUP-AE)          | Candidatura d'Unitat Popular - Alternativa d'Esquerres (CUP-AE)          | Candidatura d'Unitat Popular - Alternativa d'Esquerres (CUP-AE)          | Candidatura d'Unitat Popular - Alternativa d'Esquerres (CUP-AE)          | 12.807        | 3,58%        | +3,58%     | 0         | -           |

### Diputats escollits
| CiU | ERC | PSC-PSOE | PPC | ICV-EUiA | C's | CUP                                                                                               |
| Barcelona 1. Artur Mas i Gavarró 2. Joana Ortega i Alemany 3. Oriol Pujol i Ferrusola 4. Felip Puig i Godes 5. Núria De Gispert i Català 6. Meritxell Borràs i Solé 7. Ramon Espadaler i Parcerisas 8. Lluís Miquel Recoder i Miralles 9. Irene Rigau i Oliver 10. Jordi Turull i Negre 11. M. Neus Munté i Fernàndez 12. Marta Llorens i Garcia 13. Lluís Corominas i Díaz 14. Josep Lluís Cleries i Gonzalez 15. Josep Rull i Andreu 16. Germà Gordó i Aubarell 17. M. Mercè Jou i Torras 18. Antoni Fernández i Teixidó 19. Anna Figueras i Ibañez 20. Antoni Castellà i Clavé 21. Ferran Falcó i Isern 22. Antoni Font i Renom 23. David Bonvehí i Torras 24. Montserrat Ribera i Puig 25. M. Glòria Renom i Vallbona 26. Pere Regull i Riba Girona 1. Santi Vila i Vicente 2. Elena Ribera i Garijo 3. Carles Puigdemont i Casamajó 4. Xavier Crespo i Llobet 5. Dolors Rovirola i Coromí 6. Pere Vila i Fulcarà 7. Xavier Dilmé i Vert 8. Lluís Guinó i Subirós 9. Begonya Montalban i Vilas Lleida 1. Albert Batalla i Siscart 2. Josep Maria Pelegrí i Aixut 3. Ramona Barrufet i Santacana 4. Antoni Balasch i Parisi 5. Mireia Canals i Botines 6. Àlex Moga Vidal 7. Cristina Bosch i Arcau 8. Violant Cervera i Gòdia Tarragona 1. Albert Batet i Canadell 2. Anna Solé i Ramos 3. Carles Pellicer i Punyed 4. Meritxell Roigé i Pedrola 5. Maria Victòria Forns i Fernández 6. Annabel Marcos i Vilar 7. Joan Maria Sardà i Padrell | Barcelona 1. Oriol Junqueras i Vies 2. Marta Rovira i Vergés 3. Anna Simó i Castelló 4. Gemma Calvet i Barot (Catalunya Sí) 5. Oriol Amorós i March 6. Marc Sanglas i Alcantarilla 7. Eva Piquer i Vinent (Catalunya Sí) 8. Pere Aragonès i Garcia 9. Jordi Solé i Ferrando 10. Alba Vergés i Bosch 11. Dionís Guiteras i Rubio 12. Marta Vilalta i Torres (JERC) Girona 1. Roger Torrent i Ramió 2. Sergi Sabrià i Benito 3. Pere Bosch i Cuenca Lleida 1. Josep Cosconera i Carabassa 2. Maria Rosa Amorós i Capdevila 3. Albert Donés i Antequera Tarragona 1. Josep Andreu i Domingo 2. Josep Lluís Salvadó i Tenesa 3. Teresa Vallverdú i Albornà | Barcelona 1. Pere Navarro i Morera 2. Maurici Lucena Betriu 3. Núria Parlón Gil 4. Joan Ignasi Elena i García 5. Rocío Martínez-Sampere Rodrigo 6. Daniel Fernández González 7. Eva Maria Granados Galiano 8. Jaume Collboni Cuadrado 9. Montserrat Capdevila Tatché 10. Celestino Corbacho i Chaves 11. Miquel Iceta Llorens 12. Jordi Terrades i Santacreu 13. Ferran Pedret i Santos 14. Alícia Romero Llano Girona 1. Juli Fernández i Iruela 2. Marina Geli i Fàbrega Lleida 1. Àngel Ros i Domingo Tarragona 1. Xavier Sabaté Ibarz 2. Núria Segú Ferré 3. Núria Ventura Brusca | Barcelona 1. Alicia Sánchez-Camacho Pérez 2. Manuel Reyes López 3. Pere Calbó i Roca 4. María José García Cuevas 5. Santiago Rodríguez i Serra 6. Eva García Rodríguez 7. Mª Dolors Montserrat i Culleré 8. José Antonio Coto Roquet 9. Juan Bautista Milián Querol 10. Pedro Chumillas Zurilla 11. Rafael López Rueda 12. Fernando Sánchez Costa Girona 1. Josep Enric Millo i Rocher 2. Sergio Santamaría Santigosa Lleida 1. Dolors López i Aguilar 2. Marisa Xandri Pujol Tarragona 1. Rafael Luna Vivas 2. Jordi Roca Mas 3. Alicia Alegret Martí | Barcelona 1. Joan Herrera Torres 2. Dolors Camats Luis 3. Juan Miguel Mena Arca 4. Jaume Bosch Mestres 5. Marta Ribas Frias 6. Laura Massana Mas 7. Salvador Milà Solsona 8. Lorena Vicioso Adrià 9. David Compañon Costa 10. Josep Vendrell Gardeñes Girona 1. Marc Vidal Pou Lleida 1. Sara Vilà Galan Tarragona 1. Hortènsia Grau i Juan | Barcelona 1. Albert Rivera i Díaz 2. Jordi Cañas Pérez 3. Carina Mejías Sánchez (independent) 4. Inés Arrimadas García 5. José Manuel Villegas Pérez 6. Carmen de Rivera Pla 7. Carlos Carrizosa Torres 8. José María Espejo-Saavedra Conesa Tarragona 1. Matías Alonso Ruiz | Barcelona 1. David Fernàndez i Ramos 2. Georgina Rieradevall i Tarrés 3. Joaquim Arrufat i Ibáñez |

### Investidura del President
Artur Mas va ser reelegit President de la Generalitat el 21 de desembre de 2012 gràcies als vots de Convergència i Unió (el seu grup parlamentari) i Esquerra Republicana de Catalunya, obtenint així el suport de 71 diputats de la cambra, que signifiquen la majoria absoluta. Esquerra es quedà a l'oposició tot donant estabilitat al govern de la Generalitat de Catalunya. Aquests comicis donaren una majoria parlamentària a les forces polítiques partidàries de celebrar un referèndum sobre la independència de Catalunya que havia assumit anteriorment el president Mas.
| Candidat            | Data                                                        | Vot       |    |    |    |    |    |   |   | Total    |
| ------------------- | ----------------------------------------------------------- | --------- | -- | -- | -- | -- | -- | - | - | -------- |
| Artur Mas i Gavarró | 21 de desembre de 2012 Majoria requerida: Absoluta (68/135) | Sí        | 50 | 21 |    |    |    |   |   | 71 / 135 |
| Artur Mas i Gavarró | 21 de desembre de 2012 Majoria requerida: Absoluta (68/135) | No        |    |    | 20 | 18 | 13 | 9 | 3 | 63 / 135 |
| Artur Mas i Gavarró | 21 de desembre de 2012 Majoria requerida: Absoluta (68/135) | Abst.     |    |    |    |    |    |   |   | 0 / 135  |
| Artur Mas i Gavarró | 21 de desembre de 2012 Majoria requerida: Absoluta (68/135) | Absències |    |    |    | 1  |    |   |   | 1 / 135  |